# 钱排镇
钱排镇，是中华人民共和国广东省茂名市信宜市下辖的一个乡镇级行政单位。

## 行政区划
钱排镇下辖以下地区：
钱排社区、山口村、龙湾村、达垌村、白马村、双合村、钱上村、钱排村、钱新村、西垌村、梭垌村、北内村、竹云村、响水村、竹垌村和云开村。

## 交通
- 359国道